# فرودگاه ز. م. جک استل فیلد
فرودگاه ز. م. جک استل فیلد (به انگلیسی: Z. M. Jack Stell Field) یک فرودگاه همگانی باربری با کد یاتا CRT است که یک باند فرود آسفالت دارد و طول باند آن ۱۵۲۷ متر است. این فرودگاه در کشور ایالات متحده آمریکا قرار دارد و در ارتفاع ۵۶ متری از سطح دریا واقع شده است.